# Berea (Nebraska)
Berea es un lugar designado por el censo ubicado en el condado de Box Butte en el estado estadounidense de Nebraska. En el Censo de 2010 tenía una población de 41 habitantes y una densidad poblacional de 13,27 personas por km².

## Geografía
Berea se encuentra ubicado en las coordenadas 42°12′44″N 102°58′59″O / 42.21222, -102.98306. Según la Oficina del Censo de los Estados Unidos, Berea tiene una superficie total de 3.09 km², de la cual 3.09 km² corresponden a tierra firme y (0%) 0 km² es agua.

## Demografía
Según el censo de 2010, había 41 personas residiendo en Berea. La densidad de población era de 13,27 hab./km². De los 41 habitantes, Berea estaba compuesto por el 100% blancos, el 0% eran afroamericanos, el 0% eran amerindios, el 0% eran asiáticos, el 0% eran isleños del Pacífico, el 0% eran de otras razas y el 0% pertenecían a dos o más razas. Del total de la población el 0% eran hispanos o latinos de cualquier raza.